# Aeropuerto Internacional Ástor Piazzolla
Aeropuerto Internacional Ástor Piazzolla är en flygplats i Mar del Plata, ett samhälle nära Buenos Aires i Argentina. Den ligger i provinsen Buenos Aires, i den sydöstra delen av landet, 400 km söder om huvudstaden Buenos Aires. Aeropuerto Internacional Ástor Piazzolla ligger 21 meter över havet.
Terrängen runt Aeropuerto Internacional Ástor Piazzolla är mycket platt. Havet är nära Aeropuerto Internacional Ástor Piazzolla åt sydost. Runt Aeropuerto Internacional Ástor Piazzolla är det tätbefolkat, med 411 invånare per kvadratkilometer.. Närmaste större samhälle är Mar del Plata, 7,7 km söder om Aeropuerto Internacional Ástor Piazzolla.
Runt Aeropuerto Internacional Ástor Piazzolla är det i huvudsak tätbebyggt.